# 초려이유태유고 (충청남도 유형문화재)
초려이유태유고(草廬李惟泰遺稿)는 대한민국 충청남도 공주시 공주대학교박물관에 있는, 이유태(1607∼1684) 선생이 남긴 문집이다. 1984년 1월 11일 충청남도의 유형문화재 제104호로 지정되었다.

## 개요
조선 현종때의 학자인 초려 이유태(1607∼1684)의 글을 엮은 책[遺稿]이다. 집안의 가훈인 「정훈(庭訓)」1책, 시문을 엮은 「초려시필(草廬詩筆)」1책 과 「초려선생필(草廬先生筆)」 2책 등 4책으로 이루어져 예학으로 이름 높았던 이유태의 학문과 사상은 물론, 조선후기 충청 양반가의 생활 지침을 잘 보여주고 있다.
이유태는 조선시대 산림인 충청오현(忠淸五賢)의 한명으로 17세기 호서유학의 대표적 인물이다. 사계 김장생의 문하에서 학문을 익혔고, 인조때 세자의 사부를 지냈으며 이조참의, 승지, 대사헌 등을 역임하였다. 45세에 충청도 공주에 머물며 후학을 길렀고, 그가 별세한 후 공주 상왕동은 경주이씨가의 세거지가 되었다.

## 같이 보기
- 이유태
- 초려이유태유고 - 대전광역시 유형문화재 제11호

## 참고 자료
- 초려이유태유고 - 국가유산청 국가유산포털